# Roc dels Traspassats
El Roc dels Traspassats és una muntanya de 2.037,8 metres d'altitud del límit dels termes comunals de Nyer i de Toès i Entrevalls, a la comarca del Conflent, de la Catalunya del Nord.
És a l'extrem oriental del terme de Toès i Entrevalls, a la carena que separa les valls de la Ribera de Mentet, a l'est, i d'una vall subsidiària del Torrent de Carançà, a l'oest.
El Roc dels Traspassats és destí freqüent de les rutes excursionistes de la zona occidental del Massís del Canigó.